# Verbascum mytilinense
Verbascum mytilinense är en flenörtsväxtart som beskrevs av Karl Heinz Rechinger. Verbascum mytilinense ingår i släktet kungsljus, och familjen flenörtsväxter. Inga underarter finns listade i Catalogue of Life.